# Spilocuscus
Spilocuscus é um gênero de marsupial da família Phalangeridae.

## Espécies
- Spilocuscus kraemeri (Schwartz, 1910)
- Spilocuscus maculatus (Desmarest, 1818)
- Spilocuscus papuensis (Desmarest, 1822)
- Spilocuscus rufoniger (Zimara, 1937)
- Spilocuscus wilsoni Helgen e Flannery, 2004